# Anna Bengtsson (översättare)
Anna Sofia Ulrika Bengtsson, född 20 augusti 1968, är en svensk förläggare och översättare.
Anna Bengtsson grundade 1994, tillsammans med Ola Wallin, Ersatz, ett allmänutgivande bokförlag, som främst ger ut översatt litteratur från framför allt ryska och tyska, men även från andra språk. Till förlaget hör även imprintet Coltso, som ger ut genrelitteratur från företrädesvis Sverige och Ryssland, men även Polen, Tyskland och andra länder.
Som översättare har Anna Bengtsson främst översatt skönlitteratur från tyska, bland andra Friedrich Glauser, Christian Kracht, Rainer Maria Rilke, Stefan Zweig och Andrea Maria Schenkel. 

## Priser och utmärkelser
- 2017 Stiftelsen Natur & Kulturs översättarpris[2]
- 2018 Elsa Swenson-stipendiet[3]